# Spyfluer
Spyfluer (Calliphoridae) er en familie af insekter, der ofte er metalskinnende. Deres larver lever f.eks. af råddent kød eller gødning, og de selv lever af blomsternektar. Æggene klækker kort tid efter de er lagt.

## Maddiker
Spyfluers larver er typiske fluelarver, maddiker, uden ben eller hovedkapsel og kun med to små, sorte mundkroge. Maddiker bruges som agn til lystfiskeri. Tillige kan specielt opdrættede fluelarver i stigende omfang ses anvendt i moderne medicin til behandling af kroniske sår.
Spyfluers larver gør desuden nytte ved at fortære ådsler, som derved ikke forpester omgivelserne.

## Arter
Nogle af de cirka 39 danske arter i familien Calliphoridae. De to førstnævnte arter i slægten Calliphora kaldes egentlige spyfluer:
- Calliphora vicina
- Calliphora vomitoria (Almindelig spyflue) er 9-12 millimeter, meget almindelig i Danmark.
- Lucilia bufonivora (Tudse-guldflue)
- Lucilia caesar (Almindelig guldflue)
- Pollenia rudis (Almindelig klyngeflue)

## Formeringsevne for fluer
Hunnen af stuefluen (Musca domestica) lægger typisk 500 æg over en periode på 3-4 dage. Fluer lever 15-25 dage. Nogle beregninger har vist, at hvis et par fluer levede fra april til august ville de have afkom på ca. 191.010.000.000.000.000.000 flueunger.